# Desidae
Desidae är en familj av spindlar. Desidae ingår i ordningen spindlar, klassen spindeldjur, fylumet leddjur och riket djur. Enligt Catalogue of Life omfattar familjen Desidae 181 arter. 

## Dottertaxa till Desidae, i alfabetisk ordning[1]
- Badumna
- Canala
- Cicirra
- Colcarteria
- Desis
- Epimecinus
- Forsterina
- Gasparia
- Gohia
- Goyenia
- Hapona
- Helsonia
- Hulua
- Laestrygones
- Lamina
- Lathyarcha
- Manawa
- Mangareia
- Matachia
- Myro
- Namandia
- Neomyro
- Notomatachia
- Nuisiana
- Ommatauxesis
- Otagoa
- Panoa
- Paramatachia
- Paratheuma
- Phryganoporus
- Pitonga
- Porteria
- Rapua
- Syrorisa
- Taurongia
- Toxops
- Toxopsoides
- Tuakana